# Karl Botho zu Eulenburg
Karl Botho Wend Heinrich Graf zu Eulenburg (2 tháng 7 năm 1843 tại Wicken – 26 tháng 4 năm 1919 cũng tại Wicken) là một sĩ quan quân đội Phổ, đã từng tham chiến trong cuộc Chiến tranh Áo-Phổ (1866) và cuộc Chiến tranh Pháp-Đức (1870 – 1871). Ông đã được phong cấp bậc Thượng tướng kỵ binh trong cuộc Chiến tranh thế giới thứ nhất (1914 – 1918).

## Tiểu sử

### Thân thế
Karl Botho sinh vào tháng 7 năm 1843, trong gia đình quý tộc cổ zu Eulenburg ở Đông Phổ. Ông là con trai của nhà chính trị Botho Heinrich zu Eulenburg (27 tháng 12 năm 1804 tại Königsberg – 17 tháng 4 năm 1879 tại Berlin) với người vợ của ông này là Therese, thuộc dòng họ Bá tước Dönhoff (4 tháng 10 năm 1806 tại Königsberg – 13 tháng 2 năm 1885 tại Berlin). Trong số những người anh em của ông có August, Botho và Wendt.

### Sự nghiệp quân sự
Từ năm 1856, Eulenburg học Trường Trung học Chính quy (Gymnasium) tại Marienwerder và về sau này ông trở thành một thiếu sinh quân ở Berlin vào ngày 4 tháng 5 năm 1859. Sau khi rời khỏi đội thiếu sinh quân Berlin, Eulenburg gia nhập quân đội Phổ với cấp bậc Thiếu úy trong Trung đoàn Thiết kỵ binh số 3 "Bá tước Wrangel" (Đông Phổ) vào ngày 6 tháng 5 năm 1862. Ngay trong năm sau, ông được bổ nhiệm làm sĩ quan phụ tá trung đoàn vào ngày 25 tháng 10 năm 1863. Trên cương vị này, ông đã tham gia cuộc chiến tranh với Áo vào năm 1866 trong các trận đánh tại Trautenau, Königgrätz-Sadowa cùng với cuộc vây hãm Olmütz. Đến tháng 10 năm 1869, ông được thăng quân hàm Trung úy và được đổi làm sĩ quan phụ tá của Lữ đoàn Kỵ binh Cận vệ số 2. Trong cuộc tổng động viên khởi đầu cuộc Chiến tranh Pháp-Đức vào năm 1870, Eulenburg ban đầu không tham gia do một thương tích ở chân. Phải đến cuối tháng 8 thì ông mới đến Pháp để cùng với lữ đoàn của mình chiến đấu và bị thương nhẹ trong trận đánh quyết định tại Sedan vào ngày 1 tháng 9 năm 1870. Trong giai đoạn kế tiếp của cuộc chiến tranh, ông tham gia Bộ Tham mưu Lữ đoàn dưới quyền Vương tử Albrecht của Phổ, chiến đấu trong các trận đánh lớn tại Hallue, Bapaume và Saint-Quentin, cũng như trong cuộc vây hãm Péronne và các cuộc giao tranh tại Pierrefitte, Gisors cùng với Vernon. Do những thành tích của ông trong cuộc chiến, Eulenburg đã được tặng thưởng Huân chương Thập tự Sắt hạng II vào ngày 21 tháng 10 năm 1870. Sau khi cuộc chiến kết thúc với thất bại của Pháp, ông được thuyên chuyển sang Trung đoàn Thương ky6 binh Cận vệ số 2 nhưng vẫn giữ chức vụ cũ của mình, và phải đến ngày 22 tháng 9 năm 1873 ông mới rời khỏi chức sĩ quan phụ tá của Lữ đoàn Kỵ binh Cận vệ số 2. Sau khi Eulenburg được thăng cấp Trưởng quan kỵ binh vào ngày 14 tháng 2 năm 1874, ông được bổ nhiệm làm đội trưởng một đội kỵ binh vào ngày 15 tháng 10 năm 1874. Ông đảm nhiệm chức vụ này cho đến ngày 11 tháng 6 năm 1880 rồi được ủy nhiệm làm sĩ quan phụ tá của Sư đoàn Kỵ binh Cận vệ. Năm sau (1881), ông được chuyển vào Bộ Tổng chỉ huy của Quân đoàn Vệ binh với chức vụ tương tự vào ngày 13 tháng 10. Ông giữ cương vị này gần 8 năm, và trong thời gian đó ông được lên quân hàm Thiếu tá vào ngày 2 tháng 6 năm 1883. Cũng trong thời gian này, ông thường được cử làm quan sát viên trong các cuộc diễn tập của quân đội Nga.
Vào ngày 16 tháng 4 năm 1889, Eulenburg rời khỏi chức vụ phụ tá của mình và được giao quyền chỉ huy (Führung) Trung đoàn Thương kỵ binh Cận vệ số 2. Sau khi ông được phong chức Trung đoàn trưởng vào ngày 27 tháng 6 năm 1889, ông được thăng hàm Thượng tá vào ngày 21 tháng 9 năm 1889 rồi được phong cấp hàm Đại tá vào ngày 17 tháng 11 năm 1891. Với cấp bậc này, ông được trao quyền chỉ huy Lữ đoàn Kỵ binh Cận vệ số từ ngày 19 tháng 8 năm 1893 cho đến ngày 13 tháng 5 năm 1894, sau đó ông chính thức được phong chức Lữ đoàn trưởng. Đến ngày 4 tháng 4 năm 1892, Eulenburg được thăng quân hàm Thiếu tướng, nhưng phải đến ngày 30 tháng 3 năm 1896 thì mới được nhận văn bằng (Patent). Sau đó, vào ngày 4 tháng 4 năm 1899, ông được giao quyền chỉ huy Sư đoàn số 1, sau đó ông được thụ phong Sư đoàn trưởng vào ngày 18 tháng 4 năm 1899, đồng thời được thăng hàm Trung tướng. Vào ngày 17 tháng 2 năm 1902, ông rời khỏi chức chỉ huy của mình, và theo yêu cầu của ông, Eulenburg được xuất ngũ (zur Disposition) với một khoản lương.
Ông trở về trông nom điền trang của mình ở Wicken và thường tham dự các cuộc họp mặt tại kinh đô Berlin với vai trò là thành viên Viện Quý tộc Phổ. Vào ngày 10 tháng 9 năm 1910, Đức hoàng Wilhelm II phong cho ông quân hàm Danh dự (Charakter) Thượng tướng Kỵ binh. Ngoài ra, ông còn được phép vận quân phụ của Trung đoàn Thương kỵ binh Cận vệ số 2 vào tháng 5 năm 1912.
Trong cuộc tổng động viên khởi đầu cuộc Chiến tranh thế giới thứ nhất vào năm 1914, ông được triệu hồi về quân đội Đức và được lãnh chức Phó Tướng tư lệnh của Quân đoàn I, đóng quân ở Königsberg. Vào ngày 24 tháng 12 năm 1914, ông được nhận văn bằng chính thức xác nhận cấp bậc Thượng tướng Kỵ binh của mình. Đến ngày 10 tháng 7 năm 1916, ông lại xuất ngũ, đồng thời được tặng thưởng Vương miện của Huân chương Đại bàng Đỏ hạng I đính kèm Bó sồi.
Vào ngày 24 tháng 6 năm 1886, Eulenburg được phong tước Hiệp sĩ Công lý của Huân chương Thánh Johann và để ghi nhận sự nghiệp phục vụ lâu dài của ông trong quân đội Đức-Phổ, ông được trao tặng Huân chương Vương miện hạng I vào ngày 19 tháng 9 năm 1901. Tháng 4 năm 1919, ông từ trần tại Wicken.

### Gia quyến
Vào ngày 4 tháng 6 năm 1867, tại Krangen, Eulenburg thành hôn với bà Luise Johanna Valeska von Bonin (19 tháng 1 năm 1845 tại Berlin – 29 tháng 11 năm 1871 tại Potsdam). Sau khi bà qua đời, ông tái giá tại Prassen vào ngày 3 tháng 10 năm 1894 với Nữ Bá tước Marie Gräfin zu Eulenburg (sinh vào ngày 17 tháng 12 năm 1871 tại Breslau, Schlesien). Cuộc hôn nhân này đã mang lại cho ông một số người con. Trong số họ có:
- Botho Karl Siegfried (10 tháng 10 năm 1870 tại Krangen – 18 tháng 10 năm 1961 tại Lindau), sĩ quan quân đội Phổ và là chỉ huy trưởng cuối cùng của Trung đoàn Bộ binh Cận vệ số 1
- Karl Elimar (sinh ngày 30 tháng 11 năm 1895 tại Königsberg), Thượng tá Phổ
- Albrecht (sinh ngày 8 tháng 1 năm 1897 tại Königsberg), Thiếu úy Phổ
- Karl Richard Heinrich (sinh ngày 18 tháng 3 năm 1899 tại Königsberg), Thiếu úy Phổ